# Плутарх Афинский
Плута́рх Афи́нский (др.-греч. Πλούταρχος ὁ Ἀθηναῖος, ум. 431—432) — античный философ-неоплатоник.
Из биографических сведений известно, что отца Плутарха звали Несторий; дед Плутарха, которого звали так же, был жрецом в Афинах, занимался астрологией и психотерапией; известно имя дочери Плутарха — Асклепигения.
Плутарх — основатель и глава Афинской школы неоплатонизма (названной по традиции «афинской Академией»), которую он после большого перерыва фактически возобновил в своем частном доме. Одним из самых известных учеников Плутарха был Гиерокл Александрийский. Сочинения Плутарха Афинского не сохранились

## Концепция
Недостаток сведений не позволяет уверенно реконструировать концепцию Плутарха Афинского. Для построения своей философии Плутарх детально использовал «Парменида», вершину платоновского богословия, указав тем самым на характерный для своего времени синтез прогрессирующего магического теургизма, самой настоящей практической магии, с тонкой категориальной диалектикой. Чтение Плутархом в Академии платоновских и аристотелевских текстов было той базой, на которой быстро выросли две традиции школьного платонизма V века: афинская и александрийская. Марин в жизнеописании Прокла (гл. 12) сообщает, что с Плутархом Прокл прочел «О душе» Аристотеля и «Федона» (или «О душе») Платона.
В сохранившихся изложениях концепции Плутарха почти невозможно реконструировать какие-либо его тексты в буквальном смысле. Тем не менее, он известен как комментатор Платона (комментарии к диалогам «Федон», «Парменид», «Горгий») и Аристотеля («О душе»; известность и значительность этого комментария конкурировала с таким же комментарием Александра Афродисийского). Как большинство поздних комментаторов, стремился примирить и согласовать мнения Платона и Аристотеля там, где они, как кажется, высказываются о предмете по-разному. Оказал влияние на позднейших комментаторов-неоплатоников (напр. Иоанн Филопон). В собственных трактатах уделял внимание разработке учения о Едином и о Душе (особенно о её главнейших способностях — способности составлять мнение (δόξα) и представление (φαντᾰσία)).

### Разработка триипостасной теории
Главное положение философии Плутарха сводится к общему неоплатоническому учению о трех основных ипостасях — Едином, Уме, Душе. Пять уровней триипостасной теории Плутарх приводит в соответствие с первыми пятью гипотезами-ипостасями платоновского «Парменида». Первая ипостась у Плутарха именуется не «единым» и не «благом», но просто «богом». Вторая ипостась, как и характерно для неоплатонизма в целом, у Плутарха Ум, третья — Душа; но, развивая общую триипостасную теорию, Плутарх устанавливает четвертую ипостась в виде материального эйдоса (ἔνῡλον εἶδος), а пятую — в виде «материи».
Что касается остальных гипотез, которых Плутарх насчитывает не восемь, как в «Пармениде» Платона, но девять (эту девятую гипотезу предполагали уже Порфирий и Ямвлих), то под шестой гипотезой Плутарх понимал чистую чувственность (то есть понимал эту гипотезу как нелепость); под седьмой — также нелепость, познавания и познаваемого; под восьмой — учение о подобии знания, сновидческим и теневым образом; под девятой — само это «сновидческое воображение». Однако для развития общей концепции неоплатонизма бо́льшую важность представляет именно общая методология использования гипотез платоновского «Парменида».

### Учение о фантазии
Плутарху Афинскому принадлежит важное и почти уникальное для античности учение о фантазии: чувственные предметы приводят в движение нашу чувственность, а чувственность приводит в движение наше чувственное представление (φαντᾰσία). Это образное представление, по Плутарху, отражает не только сами чувственные предметы, но и их формы, их эйдос, и эти формы в нём закрепляются. Фантазия возникает именно когда эти чувственные формы закреплены в сознании и специально в нём выражены; другими словами, образно-чувственные представления фантазии и не суть целиком образны и не суть не целиком чувственны.
Поэтому Плутарх утверждал, что фантазия имеет для себя два источника, или два предела. Один предел направлен «ввысь» и относится к разуму (διανοητική). Другой же является «вершиной (κορῠφή) чувственного ощущения». Но эта двойная природа фантазии, тем не менее, является чем-то единым и неделимым (по соответствию с двойной «высше-низшей» природой души у Плотина).
Т.о. фантазия Плутарха обладает объединяющей и организующей функцией в сравнении с текучей чувственностью. Термин φαντᾰσία настолько часто употребляется в греческом языке для обозначения пассивно-отобразительной чувственности, что русское слово «фантазия», которым он обычно переводится, ему по существу не соответствует; в современном смысле оно необходимо содержит в себе нечто активное и обязательно построительное, но ни в каком смысле не пассивно-отобразительное. И именно у Плутарха φαντᾰσία, несомненно, обладает «современным» активно-построительным смыслом.
При этом такое активно-построительное функционирование приписывается только мировому разуму, о котором прямо говорится, что без этой фантазии он был бы бездеятельным, то есть ничего не осмысливал бы в окружающем его инобытии и т.о. вовсе не был бы разумом. Человек сам собой не является таким божественным разумом, но только причастен этому божественному разуму; и поэтому его разумная деятельность, или его фантазия в человеке налична только в меру этой причастности.
Творчески-построительная деятельность фантазии принадлежит только объективному миру, в котором основную роль играет божественный разум. Этот божественный разум, создавая материальную действительность, мыслит её и тем самым творит её, что и есть его «фантазия». Человек же только подражает этой божественной фантазии, и потому то подражает хорошо, то подражает плохо, а то и не подражает никак.